# Henri Pélissier
Vous lisez un « bon article » labellisé en 2017.
Pour les articles homonymes, voir Pélissier.
Jean-Henri-Auguste Pélissier, dit Henri Pélissier, né le 22 janvier 1889 à Paris (18e arrondissement) et mort le 1er mai 1935 à Dampierre (Yvelines), est un cycliste français. Vainqueur du Tour de France 1923, il s'est également classé deuxième de l'épreuve en 1914 et y a remporté dix victoires d'étape en huit participations. Il est aussi le seul vainqueur français du Tour  entre 1911 et 1930.
Professionnel de 1911 à 1928, il est considéré comme l'un des meilleurs cyclistes français de la première moitié du XXe siècle, comme en témoigne son palmarès, riche de nombreux succès sur les classiques. Il compte notamment deux victoires sur Paris-Roubaix, en 1919 et 1921, trois victoires sur le Tour de Lombardie, en 1911, 1913 et 1920, ainsi que des succès sur Milan-San Remo en 1912, Bordeaux-Paris en 1919, Paris-Tours en 1922, ou encore Paris-Bruxelles en 1920. Il obtient également un titre de champion de France en 1919. Ses frères Francis et Charles mènent eux aussi une carrière de cycliste professionnel, avec succès.
Champion hors-norme, irascible, orgueilleux et susceptible, Henri Pélissier jouit d'une immense popularité auprès du public mais s'attire également des ennemis dans le monde du cyclisme, au premier rang desquels se trouve Henri Desgrange, dont les critiques acerbes suivent les fréquents abandons du coureur dans le Tour de France. Les frères Henri et Francis Pélissier marquent également l'histoire du Tour en 1924. Leurs propos recueillis par le célèbre journaliste Albert Londres dans un café après leur abandon à Coutances donnent naissance à la légende des « forçats de la route ». Ils y dénoncent l'autoritarisme de Henri Desgrange, le manque de considération et de respect envers l'intégrité physique des coureurs et mettent au jour les pratiques dopantes qui courent alors dans le peloton.
Henri Pélissier meurt en 1935 après une dispute conjugale. Il est abattu par sa compagne, Camille Tharault, qui souhaite protéger sa jeune sœur, balafrée au visage par le couteau dont Henri s'est servi pour la punir d'une réflexion qui l'avait rendu furieux.

## Biographie

### Jeunes années (1889-1906)
Jean-Henri-Auguste Pélissier naît le 22 janvier 1889 dans le 18e arrondissement de Paris. Il est le deuxième d'une famille de cinq enfants. Sa mère, Élisa-Augustine Cas, originaire de Revin dans les Ardennes, est orpheline et travaille un temps comme serveuse dans un café de la rue Ramey à Paris, avant de rencontrer son mari. Jean Pélissier, originaire de Polminhac dans le Cantal, arrive dans la région parisienne à l'âge de 13 ans, où il travaille dans un premier temps comme vacher dans une ferme de Levallois, avant de s'installer à son compte, au no 10 de la rue Mesnil à Paris, à la « Vacherie de l'Espérance ». Dès l'âge de 10 ans, Henri participe aux travaux de la ferme : il trait les vaches chaque matin puis assure la livraison des bouteilles de lait aux clients du quartier avant de se rendre à l'école. En 1900, il reçoit son premier vélo de la part de son père, une bicyclette de femme achetée d'occasion qui ne correspond pas à sa taille, mais qui témoigne de l'aisance de la famille : Henri est alors l'un des seuls enfants à posséder un vélo dans le quartier.
Il tombe malade peu après, atteint d'anémie, puis est envoyé chez sa grand-mère paternelle, à Polminhac, pour se soigner. Là-bas, il reçoit un nouveau vélo, plus adapté à sa morphologie et équipé de pneus démontables. Il rentre à Paris en décembre 1902, à l'âge de 13 ans, et son père décide qu'il doit quitter l'école. Dès lors, Henri se consacre pleinement aux travaux de la ferme, tandis qu'avec son frère Jean, ils occupent leur temps libre à faire du vélo avec des camarades du quartier, parmi lesquels Léon Comès et Maurice Schilles. Il économise peu à peu pour s'offrir en secret son premier vélo de course équipé de boyaux, de marque Labor, qu'il cache chez un ami. Avec Léon Comès, il dispute sa première course en décembre 1904 sur la piste du Parc des Princes, une épreuve organisée par le Club des Tout-Petits et réservée aux coureurs âgés de moins de 17 ans. Il est éliminé dès la première série. L'année suivante, il remporte son premier succès, une course disputée de Ville-d'Avray à Coignières et retour.

### Cycliste amateur et apprenti électricien (1906-1910)
En 1906, Henri Pélissier intègre le club de l'Union Vélocipédique du 16e arrondissement, puis la France Athlétique et Sportive, mais n'obtient pas, dans un premier temps, de résultats notables. Il remporte sa première course interclubs en juin 1908, le Grand Prix de Clichy, en profitant du déclassement des douze premiers coureurs qui ont commis une erreur de parcours. Il reçoit en récompense un vélo de course qu'il revend aussitôt, pour un montant de 150 francs. La même année, en conflit avec son père qui l'élève de manière autoritaire, il quitte le domicile familial. Hébergé pendant plusieurs mois chez un cousin à Issy-les-Moulineaux, il est embauché comme apprenti électricien chez un artisan de la rue de la Tour puis, avec ses économies, loue une chambre de bonne de la rue Poussin. Dès lors, Henri Pélissier court de manière plus régulière, mais ses performances sont plutôt discrètes, hormis une deuxième place sur le Prix J.O.G. et une sixième place dans le championnat de France des 100 kilomètres, disputé entre Amiens et Beauvais.
Au début de l'année 1909, alors qu'il pose des fils électriques dans un bâtiment en construction, il est atteint d'un malaise. Les examens révèlent une congestion pulmonaire. Il passe plusieurs jours dans le coma, puis sa convalescence dure jusqu'au mois d'avril suivant. De retour à la compétition en mai, il se classe régulièrement dans les dix premiers tout au cours de la saison : troisième du Prix de Comte-Robert, de Paris-Maintenon et de Paris-Château-Thierry, septième du Prix de Lyon Républicain, huitième du championnat de Paris ou encore dixième de Paris-Dieppe. Pour la saison 1910, le président de son club décide de quitter l'Union vélocipédique de France et affilie sa société à une fédération concurrente, la Fédération cycliste et athlétique de France (FCAF). Le niveau des épreuves est sensiblement moins relevé et Henri Pélissier enchaîne les succès, notamment sur Villers-Meaux-Villers, Paris-Paris Plage et Paris-Le Havre, une épreuve organisée par la Société Sportive de Suresnes,. C'est lors de cette dernière épreuve qu'il fait la connaissance de Henri Manchon, le secrétaire général du club, qui devient alors son soigneur personnel.

### Le Tour de France des Indépendants (1910-1911)

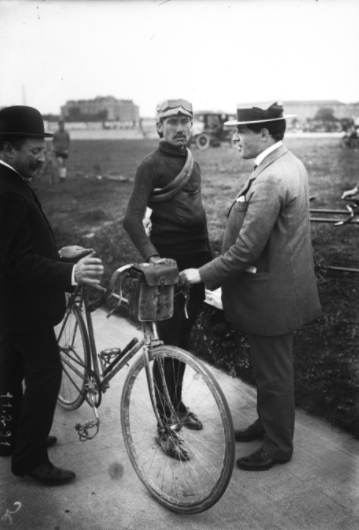
Henri Pélissier à l'arrivée de la dernière étape du Tour des Indépendants.

Henri Pélissier prend la décision de quitter son emploi d'électricien et souhaite participer au Tour de France des Indépendants, organisé par Peugeot en quinze étapes d'août à septembre. Léopold Alibert, directeur sportif de Peugeot, refuse de l'engager, jugeant qu'il n'est pas assez solide physiquement. Il est finalement recruté par Alphonse Thomann, l'un des fondateurs de la Société Sportive de Suresnes et jeune constructeur de cycles qui monte une équipe de quatre coureurs pour cette épreuve, dont le Suisse Oscar Egg. Henri Manchon est alors désigné comme soigneur de l'équipe. Henri Pélissier se classe deuxième de la première étape entre Paris et Reims, remportée par René Guénot, puis connaît des difficultés lors des deux étapes suivantes, vers Nancy et Belfort. Il fait son retour au premier plan en se classant cinquième à Chalon-sur-Saône, troisième à Valence et deuxième à Marseille. Il se distingue plus tard en gagnant la neuvième étape entre Toulouse et Bordeaux, ce qui lui permet de remonter au troisième rang du classement général, établi au point.
Henri se dit victime d'une injustice lors de l'étape suivante à La Rochelle, visant à favoriser les deux premiers du classement général, René Guénot et Léon Valloton, tous deux équipés par Peugeot. Il conteste son classement, sans succès, et envisage d'abandonner. Henri Manchon le convainc de poursuivre et après une deuxième place dans la dernière étape à Paris, Henri Pélissier monte finalement sur la troisième marche du podium de ce Tour des Indépendants, derrière Guénot et Valloton. Ses gains sur l'épreuve sont conséquents et Henri, de retour chez ses parents, se réconcilie avec son père.

### Carrière professionnelle (1911-1928)

#### Succès en Italie (1911-1913)

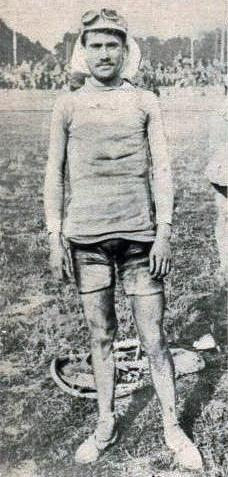
Henri Pélissier en 1911.

Henri Pélissier passe professionnel en 1911 au sein de l'équipe Thomann, filiale du groupe Alcyon, pour un salaire mensuel de 150 francs. Gustave Garrigou et François Faber, deux anciens vainqueurs du Tour de France, le conseillent lors de sa préparation hivernale et l'emmènent avec eux en Algérie et en Tunisie. Ses premiers résultats ne sont pas convaincants, hormis quelques places d'honneur sur les étapes du Tour de Belgique. En conséquence, son directeur sportif Alphonse Baugé refuse de l'engager sur le Tour de France, estimant qu'il n'est pas assez expérimenté pour défendre ses chances sur une telle épreuve. Pélissier répond alors à l'appel de Lucien Petit-Breton qui lui propose de courir avec lui en Italie pour le compte de l'équipe Fiat.

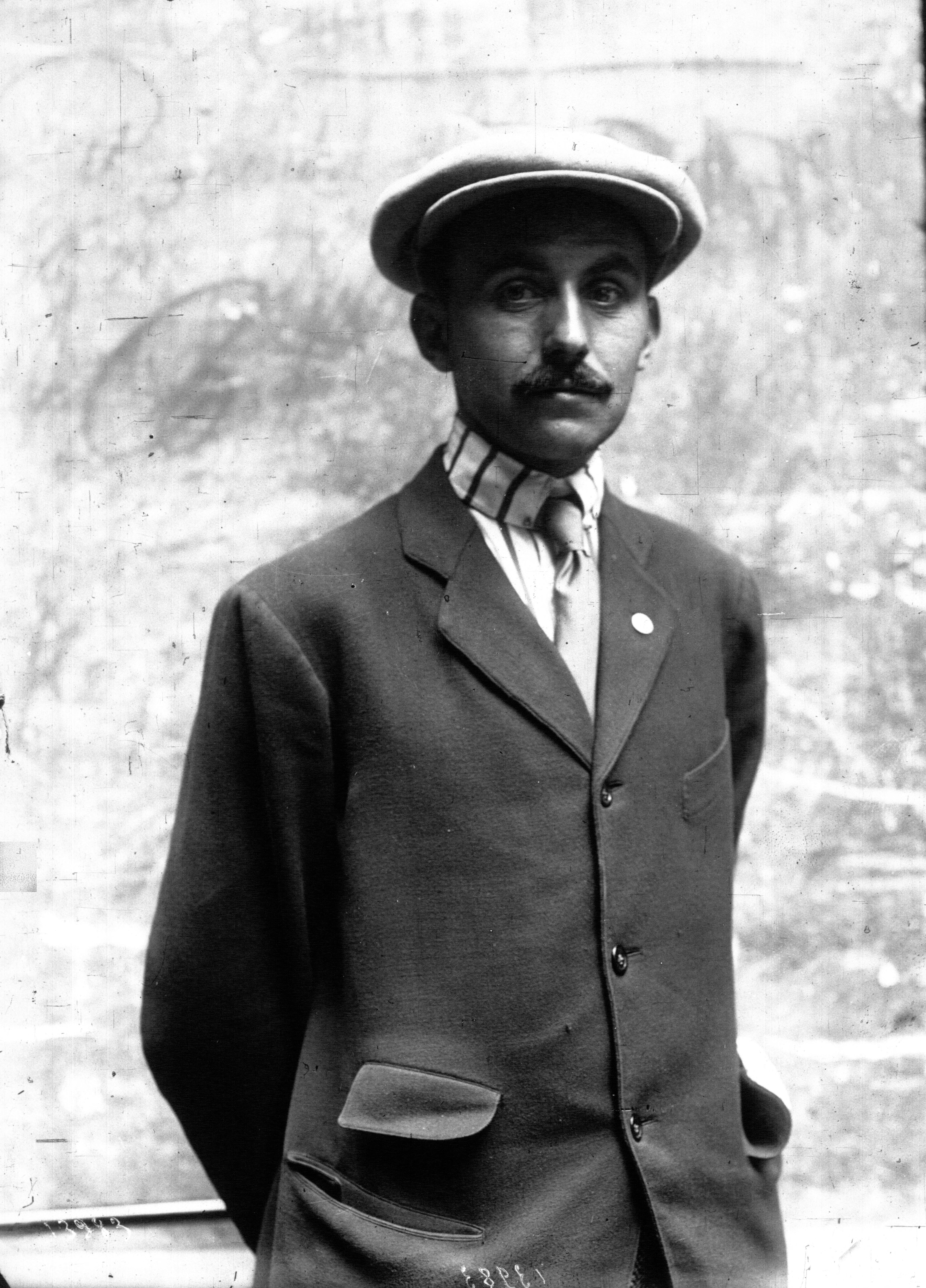
Lucien Petit-Breton entraîne Henri Pélissier sur des courses italiennes.

Le 18 août, il participe au Tour de Romagne-Toscane et s'échappe dès le premier col. Son directeur sportif Fabio Orlandini le convainc alors de couper son effort car il se trouve trop loin de l'arrivée. Sur les conseils de Lucien Petit-Breton, Pélissier tente une nouvelle attaque dans le dernier col du parcours, ce qui le place seul en tête. Mais à quelques kilomètres de l'arrivée, il chute lourdement dans la descente et doit abandonner. Après plusieurs jours de convalescence, il prend le départ le 30 août de la Course des Trois Capitales, une épreuve en trois étapes dont le classement est établi par points. Lors de la première étape qui s'achève à Parme, il se classe troisième derrière Giovanni Micheletto et Luigi Ganna, puis termine deuxième à Florence le lendemain derrière Micheletto. Il occupe alors le deuxième rang du classement général avec 5 points, soit le même total que Ganna, à trois longueurs de Micheletto. Ce dernier est victime d'une crevaison peu après le départ de la troisième étape et Pélissier en profite pour se détacher. Rejoint par Dario Beni, il lui cède la victoire d'étape à Rome en échange de sa collaboration à l'échappée. La deuxième place de l'étape suffit à Pélissier pour s'assurer la victoire au classement général. Fort de ce succès, il remporte quelques jours plus tard une deuxième victoire sur les terres italiennes : il s'impose dans Milan-Turin en réglant au sprint un petit groupe d'échappés.
À son retour en France, les journalistes minimisent la performance de Pélissier car ils jugent que les succès qu'il a obtenus ne l'ont été que sur des courses de seconde zone. Piqué au vif, il souhaite montrer son talent sur des épreuves françaises et prend le départ de Paris-Menin. Après avoir tenté de s'échapper, il abandonne, exténué. En fin de saison, Henri Pélissier revient en Italie pour disputer le Tour de Lombardie, le 6 novembre. Il prend le départ de la course à Milan, de nouveau sous les couleurs de la marque Fiat, et s'impose au sprint devant Giovanni Micheletto et Cyrille Van Hauwaert. Il obtient ainsi sa première victoire dans une grande classique.
En 1912, Henri Pélissier rejoint les rangs de la formation Alcyon. Le 31 mars, il confirme sa réussite sur les courses italiennes en s'imposant sur Milan-San Remo devant un autre coureur français, Gustave Garrigou. Sur le Tour de Belgique, il gagne deux étapes à Namur et Erquelinnes, et se trouve en tête du classement général avant le départ de la septième et dernière étape. Retardé par une série d'incidents mécaniques, il doit finalement laisser la victoire finale à son coéquipier belge, Odile Defraye. Henri Pélissier figure ensuite parmi les entraîneurs de Gustave Garrigou dans Bordeaux-Paris, mais tous les deux tombent dans une descente à la sortie de Dourdan et Pélissier se fracture la cheville gauche. À peine rétabli, il est intégré à l'équipe Alcyon pour le Tour de France, mais abandonne dans la quatrième étape entre Belfort et Chamonix car sa cheville le fait toujours souffrir.

#### Du Tour de Lombardie au podium du Tour de France (1913-1914)

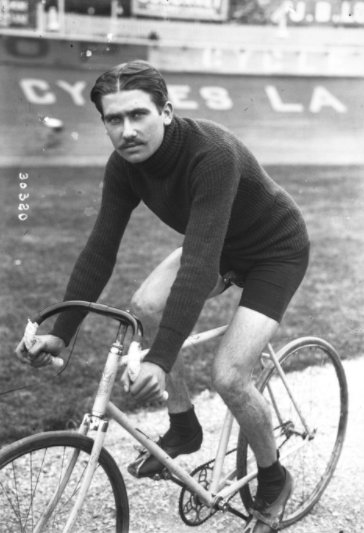
Henri Pélissier en 1913.

Une chute à l'entraînement perturbe le début de la saison 1913 d'Henri Pélissier. Après un abandon sur le Tour de Belgique, il est engagé sur Bordeaux-Paris par Ludovic Feuillet, le nouveau directeur sportif de l'équipe Alcyon, mais les conditions météorologiques défavorables ont raison de lui et il se retire de la course au point de contrôle de Châtellerault. Il remporte sa première victoire d'étape sur le Tour de France, à l'occasion de la troisième étape entre Cherbourg et Brest, où il règle au sprint un groupe de neuf coureurs. Mais une nouvelle fois, Henri Pélissier ne termine pas l'épreuve : il se retire avec l'ensemble de l'équipe Alcyon après l'abandon de leur leader Odile Defraye à l'issue de la sixième étape à Luchon.
Au mois d'octobre, Henri Pélissier rejoint son ancien directeur sportif Alphonse Baugé au sein de l'équipe Peugeot. Il dispute sa première course sous ses nouvelles couleurs le 2 novembre suivant, le Tour de Lombardie qu'il remporte devant deux autres français, Maurice Brocco et Marcel Godivier. Après l'arrivée, le coureur italien Costante Girardengo, favori de la course, accuse Pélissier de l'avoir fait tomber et d'avoir ainsi provoqué sa défaite. Les partisans de Girardengo se jettent alors sur Pélissier et le rouent de coups. Ce dernier, aidé par son coéquipier Jean Alavoine, parvient à se réfugier en hauteur dans la cabine du juge d'arrivée. Il n'est libéré qu'après l'intervention de plusieurs dizaines de carabinieri. À son retour en France, il souffre de douleurs persistantes dues à un coup reçu dans le ventre et doit subir une intervention chirurgicale ainsi qu'une hospitalisation d'un mois,.
Alors que son directeur sportif Alphonse Baugé hésite à le sélectionner pour le Tour de France 1914, jugeant son physique trop fragile, Henri Pélissier est finalement retenu au sein de l'équipe Peugeot grâce à l'appui de son coéquipier François Faber, ancien vainqueur de l'épreuve. Troisième du classement général avant la sixième étape et l'entrée dans les Pyrénées, il compte mettre à profit les différentes ascensions pour prendre la tête du classement général. Il attaque sur les pentes du col d'Aubisque, en compagnie de son coéquipier suisse Oscar Egg, il est seul en tête dans le col du Tourmalet mais subit une fringale. Quatrième à l'arrivée de l'étape à Luchon, il remonte au second rang du classement général mais accuse alors un retard de 30 minutes sur le Belge Philippe Thys, leader de la course et également coureur de Peugeot. Dès lors, Henri Pélissier tente de refaire son retard et gagne la dixième étape à Grenoble, puis la douzième à Belfort. Il bénéficie de la pénalité de 30 minutes infligée à Thys, qui a pris la roue d'un spectateur, dans l'avant-dernière étape entre Longwy et Dunkerque pour revenir à moins de 2 minutes de celui-ci. Bien que vainqueur de la dernière étape à Paris, Henri Pélissier ne parvient pas à renverser la situation et monte finalement sur la deuxième marche du podium.

#### Première Guerre mondiale
Réformé lors de son service militaire  au 3e régiment du génie en 1910 pour faiblesse de constitution, Henri Pélissier n'est pas mobilisé après le déclenchement de la Première Guerre mondiale, contrairement à ses frères Francis et Jean. Ce dernier meurt au combat près de Sainte-Menehould en mars 1915, touché par un éclat d'obus à la carotide. Henri souhaite alors s'engager mais son père l'en dissuade. Il se marie au mois de mai suivant, à la mairie du 16e arrondissement de Paris avec Léonie Jenin, la sœur d'un ami d'enfance. Henri Manchon, son soigneur, est témoin de leur mariage. Après le décès de son beau-frère Eugène, tué à Verdun en mai 1916, Henri Pélissier s'engage. Il est affecté à un régiment de cyclistes à Paris, puis comme télégraphiste dans l'aviation à Dijon, au Bourget puis au Tréport.
Parallèlement, il obtient des permissions pour disputer quelques épreuves cyclistes organisées pendant le conflit. Il remporte notamment Trouville-Paris devant Marcel Godivier et Charles Deruyter au mois d'août 1917. En novembre, il prend le départ du Tour de Lombardie à Milan et se classe deuxième au sprint derrière Philippe Thys. Considérant que ce dernier s'est appuyé sur lui, Henri Pélissier porte une réclamation qui est finalement repoussée par le jury. Au mois de décembre suivant, il gagne une épreuve sur piste au Vélodrome d'Hiver, le jour de la naissance de sa fille. Dans les derniers mois de la guerre, Henri Pélissier est affecté à Roulers, en Belgique, toujours en tant que télégraphiste. Il y retrouve plusieurs autres coureurs, parmi lesquels Paul Duboc. Renversé par un camion, il est blessé le jour de l'armistice le 11 novembre 1918, touché à la tête. Toujours mobilisé en janvier 1919, il est muté à la réserve générale automobile du gouvernement militaire de Paris, grâce à l'influence d'Alphonse Baugé qui y rassemble plusieurs coureurs dont Francis Pélissier.

#### Paris-Roubaix, Bordeaux-Paris et le championnat de France (1919)

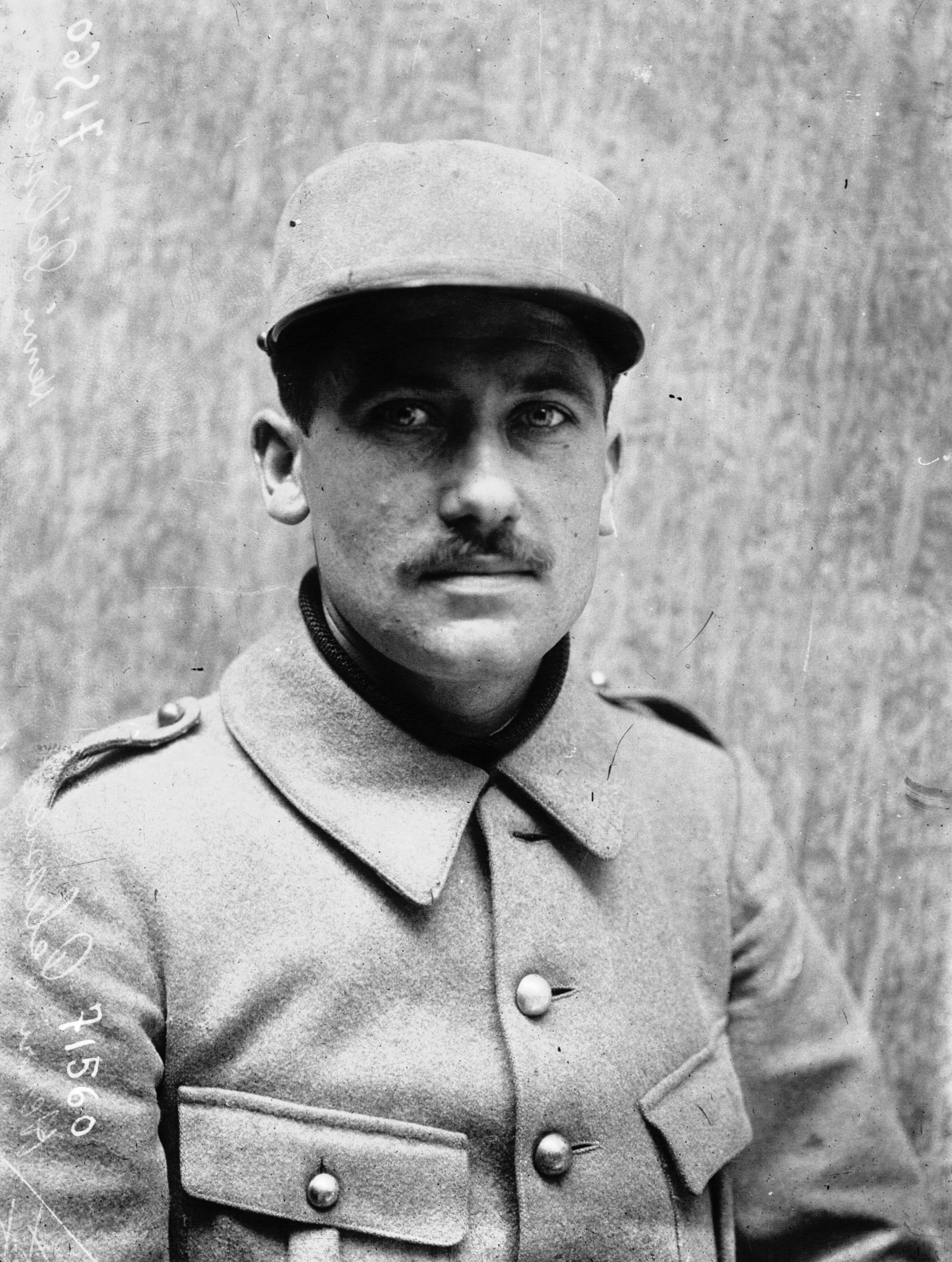
Henri Pélissier en 1919.

Les fabricants de vélo qui ont souffert de la Première Guerre mondiale doivent faire face à d'importantes difficultés financières et ne sont plus en mesure de parrainer une équipe. Plusieurs entreprises décident alors de créer une équipe commune, le consortium La Sportive, qui équipe la plupart des coureurs professionnels et supporte leurs salaires. À la fin du mois de janvier 1919, Henri Desgrange, le directeur du journal L'Auto, annonce la reprise de Paris-Roubaix dont la dernière édition a eu lieu en 1914. Le parcours traditionnel est modifié en raison de l'état des routes, endommagées par quatre années de guerre et qui rend impossible le passage par certains secteurs. L'épreuve se déroule le 20 avril suivant. À partir de Breteuil, après 112 kilomètres de course, les coureurs doivent affronter une violente chute des températures conjuguée à un fort vent du nord. Plusieurs d'entre eux sont lâchés à l'arrière et certains favoris abandonnent. À la sortie de Saint-Pol-sur-Ternoise, un groupe de neuf coureurs dans lequel figure Henri Pélissier prend la tête. Ce dernier peut notamment compter sur la présence de son frère Francis au sein de ce groupe. Après Cambrin, les deux hommes s'isolent à l'avant puis sont rejoints par Philippe Thys. Francis Pélissier lâche prise, victime d'une fringale, tandis que Honoré Barthélémy rejoint à son tour la tête de la course. À l'arrivée à Roubaix, Henri Pélissier lance le sprint et franchit la ligne en vainqueur devant Thys et Barthélémy,.

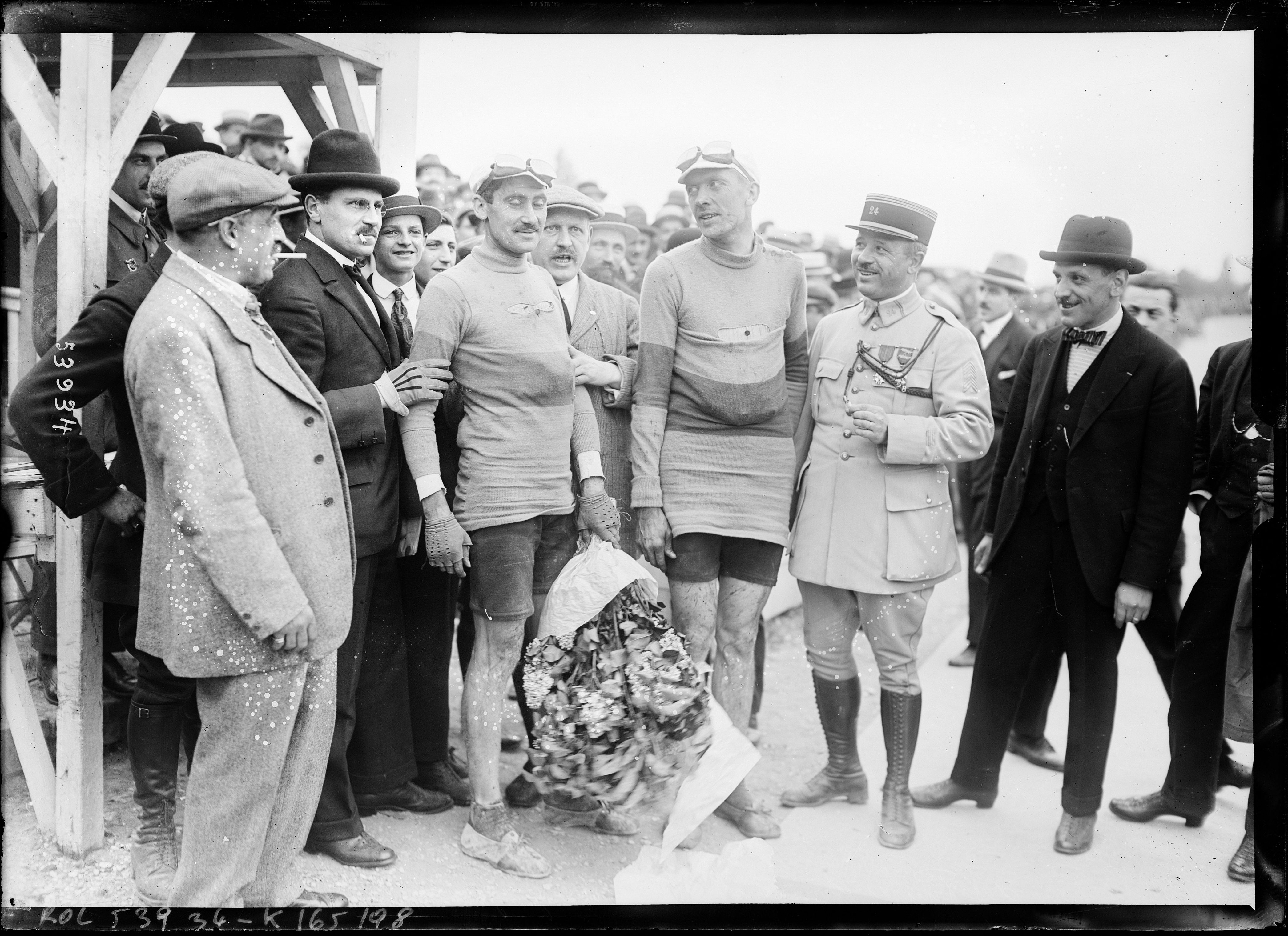
Henri Pélissier tenant le bouquet du vainqueur à l'arrivée de Bordeaux-Paris.

Un mois plus tard, il fait figure de favori sur la classique Bordeaux-Paris et fait honneur à ce statut. Il arrive en tête à Orléans, où se tiennent les premiers entraîneurs dont Francis, son frère. Grâce au travail de ce dernier, il résiste au retour de ses poursuivants et s'impose finalement au Parc des Princes avec une demi-heure d'avance sur le deuxième, Louis Heusghem. Il prend ensuite la sixième place de Paris-Tours, au début du mois de juin.
À l'inverse, le Tour de France 1919 constitue pour lui une grande désillusion. Deuxième de la première étape au Havre, vainqueur de la deuxième à Cherbourg, il possède une avance de 23 minutes sur son plus proche concurrent, Eugène Christophe, à l'issue de la troisième étape. Il affiche alors une confiance sans limite et déclare notamment à son directeur sportif : « Je suis un pur sang et mes adversaires sont des chevaux de labour. » La quatrième étape entre Brest et Les Sables-d'Olonne fait pourtant s'écrouler tous ses espoirs, devant la coalition formée par ses rivaux. Alors que les coureurs quittent Quimperlé, il s'arrête pour retirer son imperméable et resserrer sa direction. Le groupe de tête, dans lequel figurent Eugène Christophe, Jean Alavoine et les Belges Firmin Lambot et Émile Masson, accélère l'allure. Malgré ses efforts, Pélissier ne peut rentrer dans le peloton. Désemparé, il s'arrête même dans un village à quelques kilomètres de l'arrivée pour acheter une bouteille de cognac. À l'avant, Eugène Christophe ne ménage pas ses efforts et sa troisième place à l'arrivée lui permet de prendre la tête du classement général. Vexé, Henri Pélissier décide d'abandonner au lendemain de l'étape, alors qu'il ne figure pourtant qu'à une dizaine de minutes de Christophe. Il s'attire les critiques acerbes du directeur de la course, Henri Desgrange, qui cible le caractère impulsif du coureur et considère qu'il ne doit sa défaite qu'à lui-même.
En fin de saison, Henri Pélissier enchaîne les succès : il remporte le Grand Prix de la Loire et le Circuit du Morvan, puis devient champion de France au début du mois d'octobre, sur un parcours de 100 kilomètres derrière entraîneurs, devant Honoré Barthélémy et Maurice Brocco.

#### Victoires dans les classiques (1920-1922)

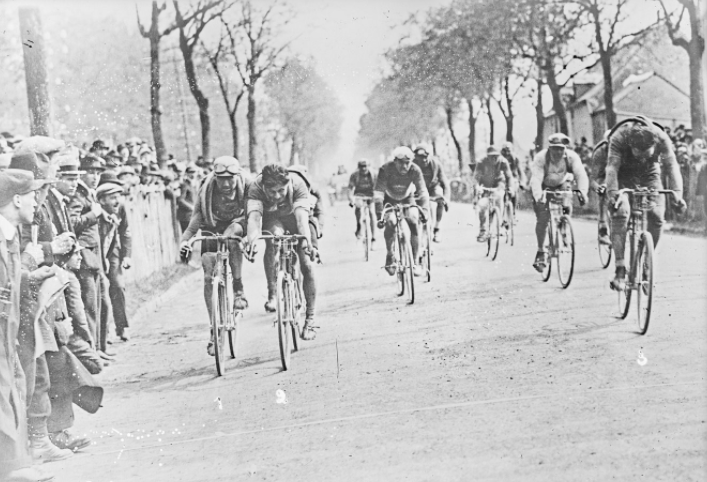
Henri Pélissier (à gauche) à la lutte avec Henri Suter à l'arrivée de Paris-Tours 1922.

Au début de la saison 1920, Henri est engagé par l'équipe Bianchi pour courir Milan-San Remo. Il favorise la victoire de son coéquipier d'un jour, Gaetano Belloni, et prend la deuxième place au sprint devant Costante Girardengo. Au mois de juin, il remporte la classique Paris-Bruxelles après le déclassement de Louis Mottiat. Échappé en solitaire à 25 kilomètres de l'arrivée dans la côte de Wavre, Pélissier, pris de fringale, est rejoint puis dépassé par Mottiat. Retrouvant peu à peu ses forces, Pélissier revient sur l'homme de tête à l'entrée du vélodrome de Schaerbeek, où l'arrivée est jugée. Il lance le sprint mais Mottiat l'accroche par le maillot pour franchir la ligne en premier. Conspué par le public, il est logiquement déclassé au profit de Pélissier. Ce dernier échoue ensuite dans la défense de son titre de champion de France, devancé d'une trentaine de mètres à l'arrivée par Jean Alavoine. Sur le Tour de France, Henri Pélissier remporte la troisième étape à Brest, puis la suivante aux Sables-d'Olonne, mais abandonne au cours la cinquième étape. Il s'attire une nouvelle fois les critiques du directeur de la course, Henri Desgrange, qui déclare : « Pélissier ne sait pas souffrir, il ne gagnera jamais le Tour de France ! ». Dans une épreuve entièrement dominée par les coureurs belges, il est l’un des deux seuls vainqueurs d'étape français (avec Félix Goethals, qui gagne à Dunkerque).
Henri Pélissier enregistre plusieurs succès au mois de septembre. Il remporte pour la deuxième année consécutive le Grand Prix de la Loire, puis avec son frère Francis dans Paris-Metz, une épreuve courue par équipe de deux hommes, ils s'imposent devant le duo Romain Bellenger-Robert Jacquinot. Henri gagne ensuite le Petit circuit des champs de bataille, disputé sur 175 kilomètres autour de Compiègne. Bien que professionnel, il dispute en octobre le challenge de l'Union vélocipédique de France, une épreuve contre la montre de 50 kilomètres par équipes sous les couleurs du Club athlétique des sports généraux. Associé à Francis, Charles Lacquehay et Marcel Godard, deux autres coureurs professionnels, il réalise le meilleur temps individuel, mais au classement général, le CASG est battu par les amateurs du Vélo Club de Levallois. En novembre, Henri Pélissier remporte son troisième Tour de Lombardie, en solitaire. Il se détache à 15 kilomètres de l'arrivée, alors que son principal adversaire, Gaetano Belloni, s'arrête pour changer de roue.
En 1921, Henri Pélissier gagne Paris-Roubaix, deux ans après son premier succès dans l'épreuve. Il s'y impose devant son frère, Francis, avec lequel il attaque dans la côte de Doullens et qui protège sa fuite dans les derniers kilomètres alors que seul le Belge René Vermandel semble encore en mesure de leur contester la victoire. Henri Pélissier ne compte qu'une autre victoire sur cette saison, la course de côte du mont Agel, qui se déroule deux semaines avant Paris-Roubaix. Il obtient plusieurs places d'honneur en se classant notamment deuxième de Paris-Saint-Étienne derrière Honoré Barthélémy, deuxième du championnat de France derrière Francis Pélissier et troisième du Critérium des As derrière les Belges Philippe Thys et René Vermandel, mais abandonne sur Bordeaux-Paris et Paris-Tours.
Henri Pélissier entre en conflit avec Alphonse Baugé, directeur du consortium La Sportive, au sujet de sa rémunération, au début de la saison 1922. Rejeté par toutes les grandes marques affiliées au consortium, il s'engage finalement avec la modeste équipe J.B. Louvet, de même que son frère Francis. Sous ses nouvelles couleurs, Henri Pélissier se classe quatrième du Tour des Flandres puis remporte la course de côte du mont Agel devant deux de ses coéquipiers, Francis Pélissier et Charles Lacquehay. Il remporte ensuite la classique Paris-Tours au terme d'un final houleux. Alors qu'il lance son sprint et déborde Henri Suter sur sa gauche, ce dernier se couche sur lui et provoque leur chute. À l'écart, au centre de la chaussée, Robert Jacquinot franchit la ligne d'arrivée en premier, mais les commissaires de la course, au regard de divers témoignages, décident de reclasser Henri Pélissier vainqueur et Suter deuxième. Il obtient deux autres succès au cours de la saison, d'abord sur le Circuit de Paris au mois de juin, puis sur Paris-Nancy en septembre.

#### Vainqueur du Tour de France (1923)
« Henri Pélissier nous a donné tout le jour un spectacle qui vaut tous les spectacles d'art. Sa victoire a le bel ordonnancement, le classicisme des œuvres de Racine, elle a la valeur de beauté d'une statue parfaite, d'une toile sans défauts, d'un morceau musical destiné à demeurer dans toutes les mémoires. »

— Henri Desgrange, L'Auto du 13 juillet 1923

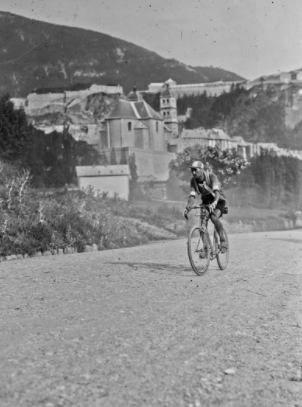
Henri Pélissier dans la dixième étape.

Henri et Francis Pélissier quittent avec fracas l'équipe J.B. Louvet au cours de la saison 1923. Leur directeur sportif René Maisonnas passe un contrat avec les Galeries Lafayette, dont les camions doivent transporter le matériel de secours des coureurs de l'équipe sur Bordeaux-Paris. Plus encombrants que les voitures utilisées traditionnellement, ces camions ne peuvent suivre le rythme de la course et les deux coureurs sont contraints d'attendre plusieurs minutes avant d'être dépannés lorsqu'ils sont victimes de crevaison. Ces incidents provoquent l'abandon d'Henri et prive Francis de ses chances de victoire. Après la course, les deux frères sont rappelés par leur ancien directeur sportif Alphonse Baugé, qui les engage au sein de la formation Automoto à la condition qu'ils courent le Tour de France.
Dans la première étape entre Paris et Le Havre, Henri Pélissier est ralenti par plusieurs crevaisons. Il ne se classe qu'à la dix-septième place de l'étape à plus de 9 minutes de Robert Jacquinot, mais bon nombre de favoris de l'épreuve se classent encore plus loin que lui, à l'image de Félix Sellier, Philippe Thys ou encore Jean Rossius. Dans la deuxième étape, l'Italien Ottavio Bottecchia, jeune équipier de Pélissier, s'impose à Cherbourg et endosse le maillot jaune. Les frères Pélissier font ensuite une démonstration à Brest avec la victoire d'étape pour Henri et la deuxième place de Francis, tandis que Bottecchia se classe troisième, permettant à l'équipe Automoto de réaliser le triplé.

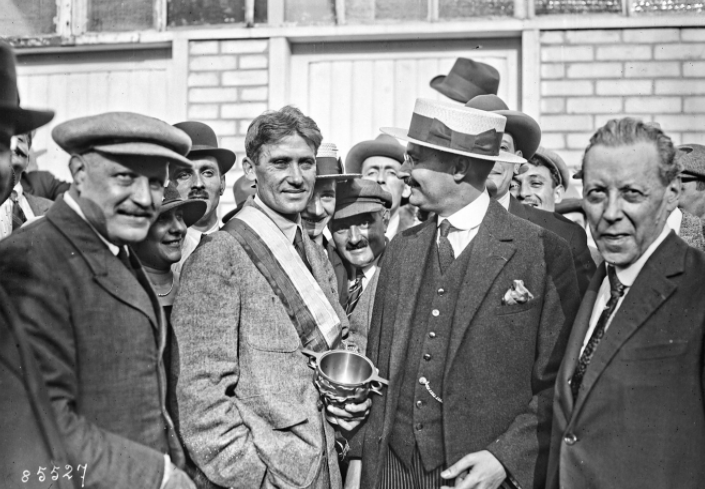
Henri Pélissier, au centre avec l'écharpe, après sa victoire dans le Tour.

En difficulté dans la quatrième étape vers Les Sables-d'Olonne, Henri Pélissier concède plus de 28 minutes au vainqueur du jour, le Belge Albert Dejonghe, mais recule surtout au neuvième rang du classement général à près d'une demi-heure de Romain Bellenger, le nouveau maillot jaune. La traversée des Pyrénées est favorable à Jean Alavoine, vainqueur de deux étapes consécutives à Luchon et Perpignan, tandis que Pélissier, quatrième puis troisième de ces deux étapes, remonte au troisième rang du classement général derrière Ottavio Bottecchia et Alavoine. Dans la neuvième étape entre Toulon et Nice, il connaît une série d'incidents : après une crevaison dans la descente du col de Castillon, il est renversé par un side-car et se blesse à la main droite, puis crève à nouveau dans la descente de La Turbie. Il termine à près de 8 minutes de Jean Alavoine alors que Bottecchia se classe dans le même temps que le vainqueur de l'étape.
Lors de l'étape suivante, Henri Pélissier attaque dans le col d'Allos et distance Alavoine et Bottecchia. Grâce au travail de son frère Francis, qui l'a rejoint dans la plaine avec quelques autres coureurs, il maintient l'écart avec ses rivaux et se détache à nouveau dans le col d'Izoard pour s'imposer en solitaire à Briançon. Il endosse par la même occasion le maillot jaune, repoussant Alavoine à plus de 11 minutes et Bottecchia à plus de 13. Pélissier assoit encore sa domination le surlendemain en s'imposant à Genève, après la journée de repos, alors qu'Alavoine abandonne. Il n'est plus inquiété par la suite et remporte finalement l'épreuve avec plus d'une demi-heure d'avance sur Ottavio Bottecchia, deuxième, et plus d'une heure sur Romain Bellenger qui complète le podium. Henri Pélissier devient ainsi le premier vainqueur français du Tour de France depuis 1911.

#### Les «forçats de la route» (1924)

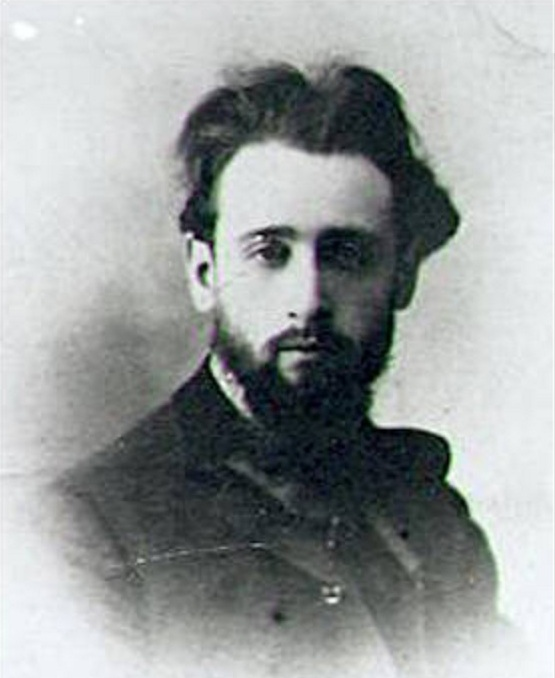
Le journaliste Albert Londres recueille les confidences des frères Pélissier.

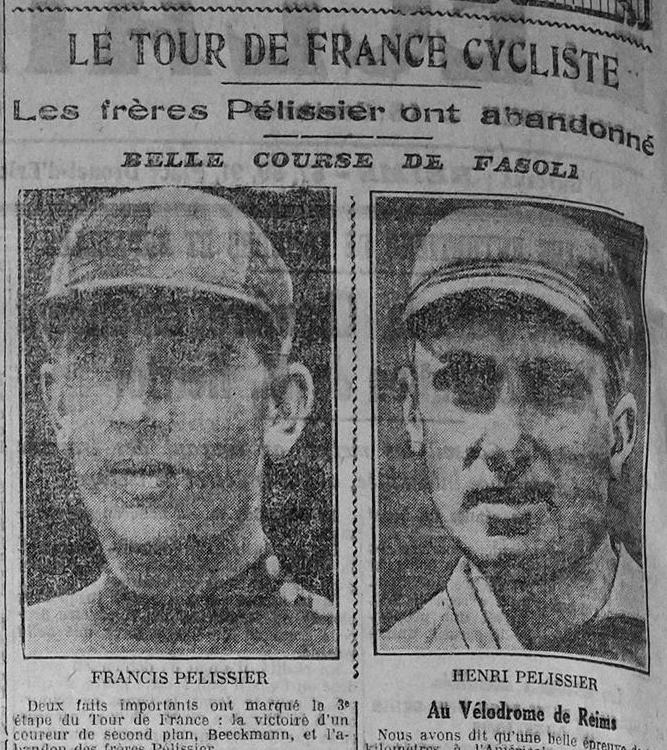
Abandon in Éclaireur de l'Est.

Alors que les étapes du Tour de France s'élancent la plupart du temps au milieu de la nuit, compte tenu de leur longueur, Henri Pélissier prend l'habitude de porter deux maillots pour lutter contre les températures nocturnes avant de se dévêtir en cours d'étape. Alphonse Baugé, devenu commissaire général de l'épreuve, soupçonne le coureur de se délester de son équipement en cours d'étape, ce que le règlement interdit,. À la suite d'un incident avec un commissaire, qui soulève son maillot afin de vérifier s'il porte ou non plusieurs maillots, Henri Pélissier fait part à Henri Desgrange de sa décision de quitter la course. Ce dernier propose à Pélissier de régler le différend à l'arrivée de l'étape à Brest. Le coureur prend ainsi le départ de la troisième étape, à Cherbourg, mais se retire à Coutances en compagnie de Francis, son frère, et de Maurice Ville, coureur exténué. Les trois hommes trouvent refuge au Café de la Gare, où se déroule alors un des épisodes les plus célèbres de l'histoire du Tour. Le journaliste Albert Londres, grand reporter, rapporte leur déclaration dans un article paru dans Le Petit Parisien,,.
L'affaire de la main du commissaire passée dans son dos prend des proportions dramatiques et Henri Pélissier profite de cette tribune pour fustiger l'organisation d'une épreuve qu'il compare à « un chemin de croix ». Il accuse ainsi les organisateurs de mépriser la santé et l'intégrité physique des coureurs : « Un jour viendra où ils nous mettront du plomb dans les poches, parce qu'ils prétendront que Dieu avait fait l'homme trop léger. Si on continue sur cette pente, il n'y aura bientôt que des clochards et plus d'artistes. Le sport devient fou furieux. »,. Les frères Pélissier mettent également à jour les pratiques dopantes qui courent au sein du peloton. Ainsi Henri déclare : « Nous souffrons du départ à l'arrivée. Voulez-vous voir comment nous marchons ? [...] Ça, c'est de la cocaïne pour les yeux, ça c'est du chloroforme pour les gencives. », tandis que Francis affirme : « nous marchons à la dynamite ».
Les effets de cet article retentissant sont immédiats. Il soulève un vif émoi populaire, bien que plusieurs journalistes de la presse sportive voient dans l'abandon de Coutances un repli stratégique destiné à éviter l'humiliation d'une défaite probable pour le tenant du titre. À la suite de cette affaire, une amende de 600 francs est infligée à Henri Pélissier, ainsi qu'une demande de suspension temporaire, voire définitive, sans succès.

#### Fin de carrière (1924-1928)

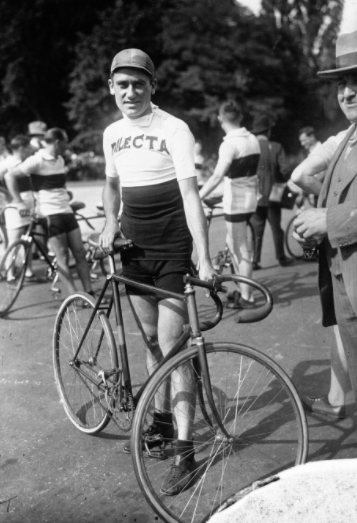
Henri Pélissier au Critérium des As en 1926.

Malgré leur abandon sur le Tour, la popularité des frères Pélissier est immense. Henri Pélissier obtient quelques résultats notoires au cours de la saison 1924. Il participe à la victoire de son frère Francis dans Bordeaux-Paris, en assumant pour lui le rôle d'entraîneur, de même que leur autre frère Charles. Cinquième de Paris-Roubaix, Henri Pélissier franchit la ligne d'arrivée de Paris-Chauny en vainqueur, mais il est finalement déclassé au profit du coureur belge Armand Van de Casteele puis se classe troisième du Critérium des As derrière Jules Van Hevel et Henri Suter. Lors du GP Wolber, il n'est devancé au sprint sur la piste du Parc des Princes que par l'Italien Costante Girardengo,. Il remporte sa seule victoire de la saison sur le Tour du Pays basque en s'adjugeant la deuxième étape à Saint-Sébastien. Il achève par ailleurs cette épreuve à la deuxième place du classement général, la victoire finale revenant à son frère Francis. En 1925, Henri Pélissier chute lourdement dans le Circuit de Paris mais, bien que diminué, il prend le départ du Tour de France pour répondre à ses obligations contractuelles ainsi qu'à la demande populaire. Henri Desgrange, encore marqué par l'affaire de l'abandon des deux frères l'année précédente, souhaite lui aussi leur présence car il connaît l'impact de cette participation sur le succès de son épreuve et les ventes de son journal. Pour autant, Henri Pélissier, hors de forme, abandonne dès la quatrième étape. Henri Desgrange ne manque pas, une nouvelle fois, de critiquer l'attitude du coureur dans les colonnes de son quotidien : « Quel mal ne s'est pas donné Henri, l'année dernière, pour nous démontrer que les coureurs du Tour faisaient un métier de forçats et ne marchaient qu'à coups de drogue comme un troupeau d'esclaves. Il trouva, si ma mémoire est bonne, le moyen d'apitoyer L'Humanité, auquel il avait négligé d'apprendre qu'il s'était enrichi en courant. »
Les frères Pélissier quittent l'équipe Automoto à la fin de l'année 1925 et signent un contrat de trois ans avec la formation Dilecta. Pour sa première course sous ses nouvelles couleurs, au début du mois de février 1926, Henri Pélissier termine deuxième du Critérium international de cyclo-cross derrière Francis, avant d'être déclassé pour avoir changé deux fois de roues après crevaison, ce qui est interdit par le règlement. Sur Paris-Roubaix, les frères Pélissier attaquent tous les trois dès le début de la course, mais seul Henri parvient à se maintenir dans le peloton de tête. Il tente de se détacher à plusieurs reprises mais une crevaison à 8 kilomètres de l'arrivée le retarde. La victoire revient à Julien Delbecque et Pélissier doit se contenter de la sixième place. Il connaît ensuite une longue série de déceptions : une chute sur Paris-Tours le prive de compétitions pendant plusieurs mois, tandis qu'il tombe à nouveau et abandonne pour son retour sur le Critérium des As. Engagé sur le GP Wolber, il subit quatre crevaisons.
Il fait de Paris-Roubaix son principal objectif de la saison 1927, mais il se blesse à la jambe lors d'une chute à l'entraînement, trois jours avant le départ, et ne peut participer à la classique. Un mois plus tard, alors qu'il prépare Paris-Tours, il chute au même endroit lors d'un nouvel entraînement et subit de lourdes blessures : il se fracture un doigt de la main gauche, souffre d'une commotion cérébrale et perd beaucoup de sang au niveau de la tête. Il doit subir une opération pour arrêter l'hémorragie. Après de longs mois de convalescence, il reprend la compétition et s'aligne au départ de Paris-Roubaix 1928. Hors de forme, il abandonne.

### Après carrière et mort tragique

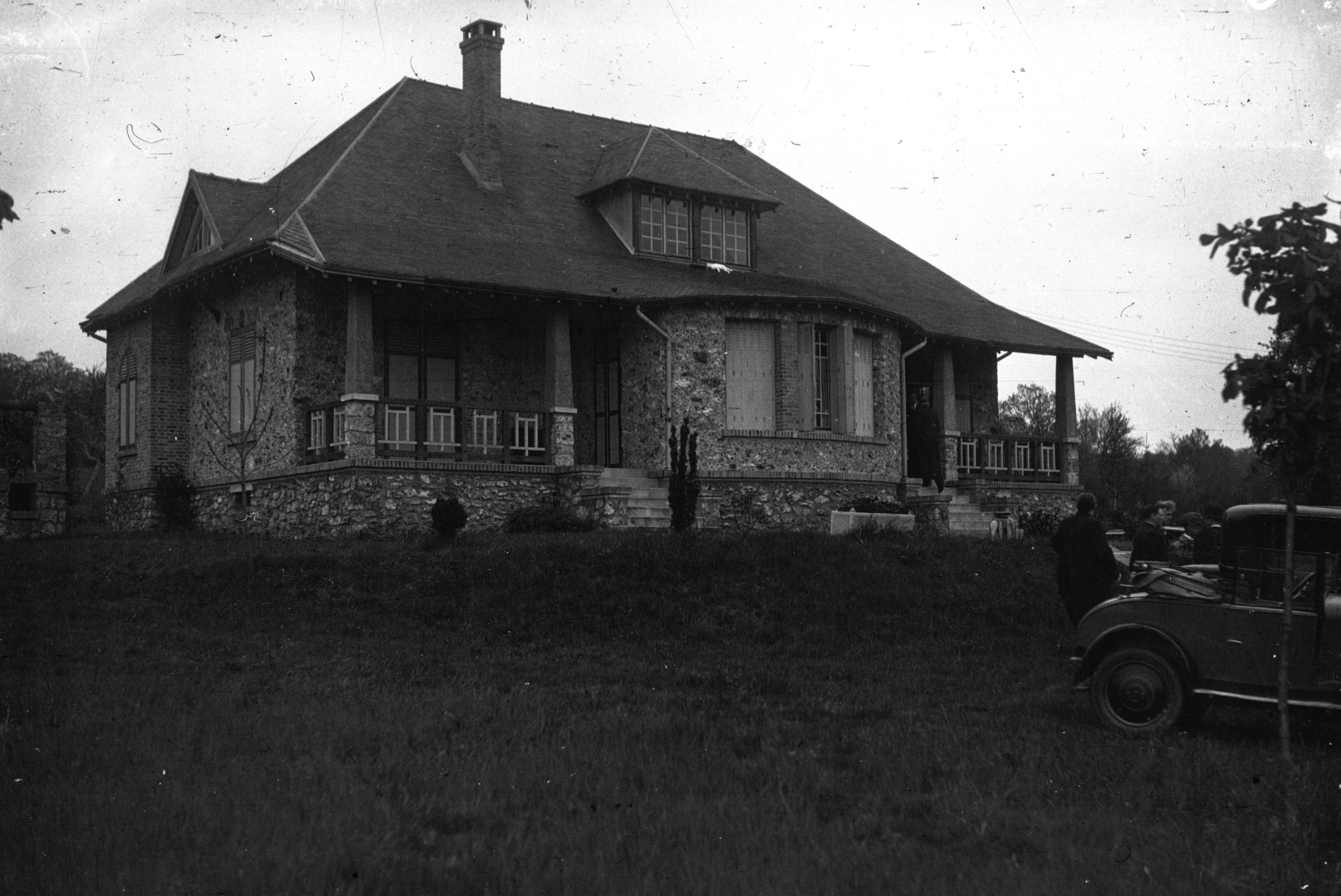
La maison d'Henri Pélissier à Dampierre.

Après la fin de sa carrière, Henri Pélissier publie en feuilleton dans le Miroir des Sports son autobiographie, qui est reprise sous la forme d'un livre intitulé Roman de ma vie. Il devient directeur sportif du Club Sportif International en 1933 et participe également à des épreuves sur piste en jouant le rôle d'entraîneur à moto dans des courses de demi-fond. Il entraine notamment Hilaire Bertellin.

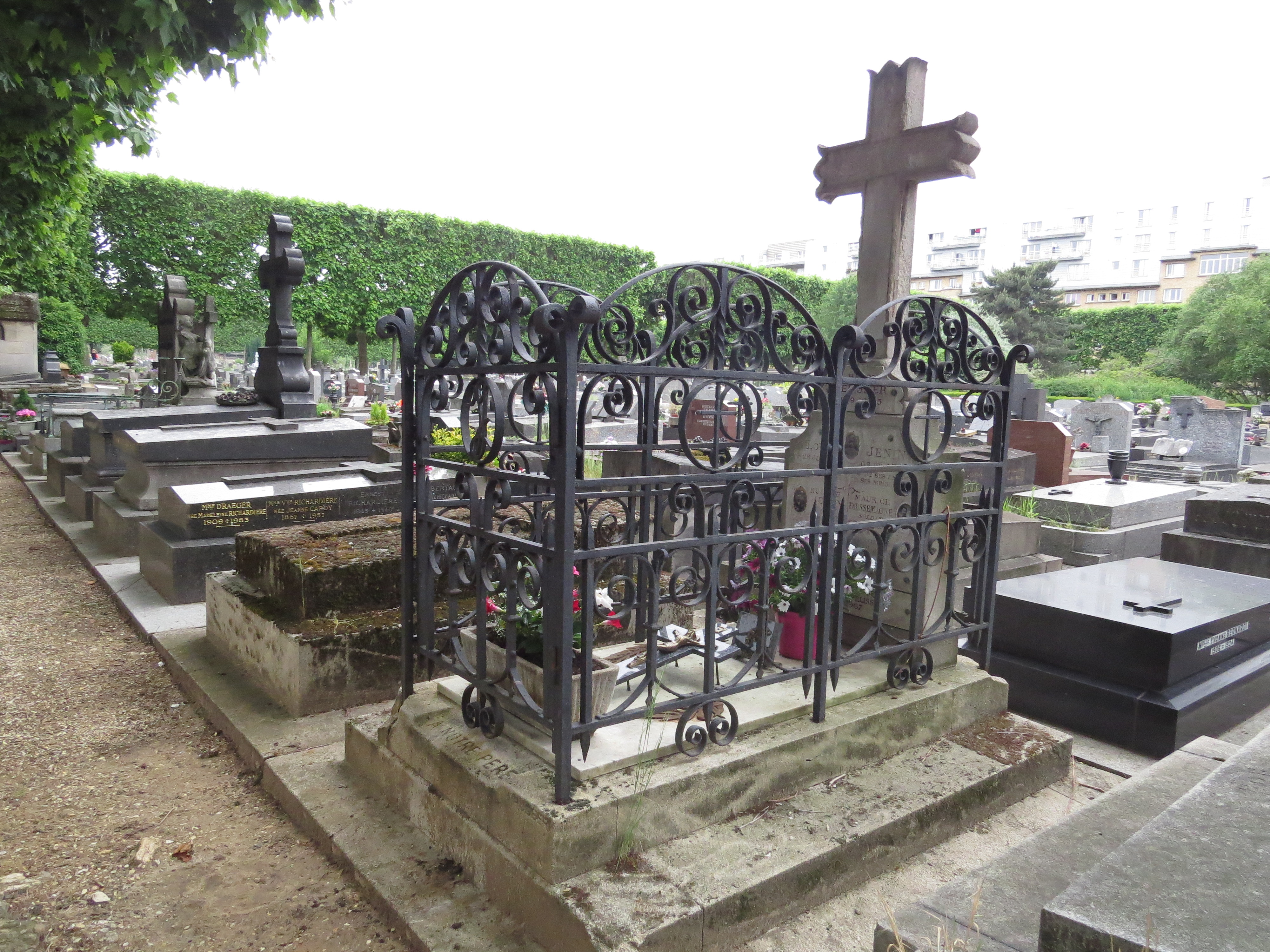
La tombe d'Henri Pélissier.

Henri Pélissier se retire dans une maison du hameau de Fourcherolles, à Dampierre dans les Yvelines. En 1933, sa femme Léonie se suicide et Henri Pélissier entame une liaison avec Camille Tharault, de vingt ans sa cadette. Le 1er mai 1935, une dispute éclate : la sœur de Camille adresse une réflexion à Henri qui le met en fureur. Alors qu'ils se trouvent dans la cuisine, il sort un couteau et lui balafre le visage. Camille se saisit d'un revolver et tire cinq fois. Une des balles atteint Henri à la carotide, le tuant sur le coup,. Au terme de son procès, Camille Tharault écope d'un an de prison avec sursis, son avocat ayant plaidé la légitime défense. Henri Pélissier repose au cimetière Pierre-Grenier à Boulogne-Billancourt, tout comme son frère Francis,.

## Style et personnalité
Coureur fier et rebelle, personnage excessif et violent, Henri Pélissier est reconnu pour son caractère bien trempé. Le journaliste Jacques Augendre le décrit comme « orgueilleux, cabochard, arrogant, provocateur, susceptible ». Son tempérament lui vaut de s'opposer à de nombreuses personnalités du monde du cyclisme et notamment à Henri Desgrange, directeur du Tour de France, qui lui adresse des critiques acerbes, voire blessantes, après ses différents abandons dans l'épreuve, tout en reconnaissant son talent exceptionnel : « en cyclisme, il aura été le plus grand homme que le Sport ait produit ».
En course, celui qu'on surnomme « la Ficelle » fait preuve d'une volonté et d'une détermination sans borne pour atteindre ses objectifs, « une boule de nerfs, tendue par une volonté de fer, prêt à mourir ou à tuer » selon le journaliste Christophe Penot. Alors qu'il se compare lui-même à « un pur-sang », il ne supporte ni les critiques ni les provocations et ses fréquentes sautes d'humeur le poussent parfois à l'abandon. Il se montre parfois dédaigneux à l'encontre de ses concurrents, comme sur le Tour de France 1919 où, sûr de son fait, il les traite de « chevaux de labour ».
Henri Pélissier jouit d'une popularité immense dans les années 1920, comparable à celle du boxeur Georges Carpentier. Ses différents exploits sur la route l'élèvent au rang d'idole,. Il se distingue également de ses contemporains par sa conception du métier de cycliste, élaborant avec son frère Francis une « véritable science de la bicyclette ». Il apparaît comme un précurseur dans les domaines de la diététique et de l'entraînement, et porte un soin particulier au choix de son matériel. Spécialiste du Tour de France, Pierre Chany précise que Pélissier « fut le premier à utiliser les roues légères, les boyaux fins, les rayonnages diminués ».

## Palmarès

### Palmarès année par année
| - 1908 - Grand Prix de Clichy - 1910 - 9e étape du Tour de France des Indépendants - Paris-Le Havre - Paris-Paris-Plage - Villers-Meaux-Villers - 3e du Tour de France des Indépendants - 1911 - Tour de Lombardie - Milan-Turin - Course des Trois Capitales - 3e de Paris-Beaugency - 1912 - Milan-San Remo - 1re et 4e étapes du Tour de Belgique - 2e du Tour de Belgique - 10e de Paris-Tours - 1913 - Tour de Lombardie - 3e étape du Tour de France - 1914 - 10e, 12e et 15e étapes du Tour de France - 2e du Tour de France - 1917 - Trouville-Paris - 2e du Tour de Lombardie - 1919 - Champion de France sur route - Paris-Roubaix - Bordeaux-Paris - 2e étape du Tour de France - Grand Prix de la Loire - Circuit du Morvan - 2e du Tour de la province de Milan (avec Francis Pélissier) - 6e de Paris-Tours - 1920 - Paris-Bruxelles - Tour de Lombardie - 3e et 4e étapes du Tour de France - Paris-Metz (avec Francis Pélissier) - Course de côte du mont Agel - Grand Prix de la Loire - Challenge de Paris - Petit circuit des Champs de Bataille - 2e du championnat de France sur route - 2e de Milan-San Remo - 6e de Paris-Roubaix | - 1921 - Paris-Roubaix - Course de côte du mont Agel - 2e du championnat de France sur route - 2e du Tour de la province de Milan (avec Francis Pélissier) - 2e de Paris-Saint-Étienne - 3e du Critérium des As - 5e du Tour de Lombardie - 6e de Milan-San Remo - 1922 - Paris-Tours - Circuit de Paris - Paris-Nancy - Course de côte du mont Agel - 2e de Paris-Chauny - 3e de Paris-Montceau-les-Mines - 4e du Tour des Flandres - 10e de Paris-Roubaix - 1923 - Tour de France : - Classement général - 3e, 10e et 11e étapes - 2e du GP Wolber - 2e de la course de côte du mont Agel - 3e du championnat de France sur route - 7e de Paris-Roubaix - 1924 - Grand Prix Automoto de Rouen - 2e étape du Tour du Pays basque - 2e de Paris-Chauny - 2e du championnat de France sur route - 2e du Tour du Pays basque - 2e du GP Wolber - 3e du Critérium des As - 5e de Paris-Roubaix - 1925 - 7e de Paris-Roubaix - 1926 - 6e de Paris-Roubaix |  |

### Résultats sur les grands tours

#### Résultats sur le Tour de France
Henri Pélissier fait partie des coureurs ayant remporté au moins deux étapes du Tour de France sur plus de dix années.
- 1912 : abandon (4e étape)
- 1913 : abandon (6e étape) et vainqueur d’une étape
- 1914 : 2e du classement général et vainqueur de trois étapes
- 1919 : abandon (5e étape) et vainqueur d’une étape, leader pendant 3 jours
- 1920 : abandon (5e étape) et vainqueur de deux étapes
- 1923 :  Vainqueur du classement général et de trois étapes,  maillot jaune pendant 6 jours
- 1924 : abandon (3e étape)
- 1925 : abandon (4e étape)